# 安東尼奧·席爾瓦
安東尼奧·席爾瓦（葡萄牙語：António Silva，2003年10月30日—），是一名葡萄牙職業足球員。目前效力於葡超球隊本菲卡。他曾入选2022年世界盃足球賽葡萄牙国家队参赛名单。

## 榮譽
本菲卡
- 葡萄牙足球超級聯賽冠軍 : 2022–23
- 葡萄牙超級盃冠軍 : 2023[4]